# Maestro della Croce 434
Maestro della Croce 434 (« Maître du crucifix 434 ») est le nom de convention d'un maître anonyme italien de la peinture byzantine du début du XIIIe siècle, en relation avec le crucifix no 434, conservé et exposé à Florence au musée des Offices.

## Attributions
- Madonna col Bambino, 1230 env., Monastero di Santa Maria a Rosano, Rosano (Florence],
- Crocifisso con pentimento di Pietro, 1230-1240 env., Musée Bandini, Fiesole,
- Crucifix de Tereglio, 1240 env., église Santa Maria Assunta, Tereglio frazione de Coreglia Antelminelli (province de Lucques),
- crucifix no 434, 1240-1245 env, musée des Offices, Florence,
- Crucifix, 1240-1245 env. (retouches du XVIe siècle), chiesa delle Montalve, Florence, provenant de l'église San Jacopo di Ripoli à Florence,
- San Francesco che riceve le stimmate, 1240-1250 env., musée des Offices, Florence (ou Maestro del San Francesco Bardi),
- San Francesco e otto storie della sua vita, 1255 env., musée civique, Pistoia, (avec le Maître de Santa Maria Primerana) provenant de l'église Santa Maria Maddalena al Prato de Pistoia (attribution incertaine).